# Delirium Trigger
Delirium Trigger es el tercer EP y último trabajo de la banda como Shabutie. Delirium Trigger es un avance de The Second Stage Turbine Blade, ya como Coheed and Cambria, ya que tres de las cinco canciones de este EP («Better Than Evil», «Delirium Trigger» y «33») aparecen en ese disco. Nate Kelley abandona Shabutie y lo reemplaza Josh Eppard en la batería.

## Listado de canciones
1. «Better Than Evil»
2. «Delirium Trigger»
3. «Cassiopeia»
4. «33»
5. «Junesong Provision»

## Créditos
- Claudio Sánchez - Voz y guitarra
- Travis Stever - guitarra y voces secundarias
- Josh Eppard - Batería
- Michael Todd - Bajo